# 若田部誠
若田部 誠（わかたべ まこと、1984年3月26日 - ）は、日本の作詞家、作曲家、編曲家、音楽プロデューサー。静岡県浜松市出身。エピックレコードジャパン所属。ソニー・ミュージックパブリッシング専属作家。

## 提供作品
Alice
- 「X LOVERS feat.SHUN」（共作曲・編曲）（作曲はAlice、SHUNと共作）

=LOVE
- 「流星群」（編曲）
- 「BPM170の君へ」（編曲）

板野友美
- 「僕のせい」（作曲・編曲）

伊藤蘭
- 「女なら」（作曲）

岩佐美咲
- 「20歳のめぐり逢い」（編曲）

AKB48グループ 
- AKB48
  - 「ゴンドラリフト」（編曲）
  - 「ノエルの夜」（編曲）
  - 「Hate」（編曲）
  - 「大事な時間」（作曲・編曲）
  - 「永遠プレッシャー」（編曲）
  - 「Waiting room」（編曲）
  - 「最後のドア」（編曲）
  - 「Tiny T-shirt」（編曲）
  - 「スマイル神隠し」（編曲）
  - 「昨日よりもっと好き」（作曲・編曲）
  - 「恋とか…」（作曲・編曲）
  - 「君は気まぐれ」（編曲）
  - 「チューインガムの味がなくなるまで」（編曲）
  - 「ロンリネスクラブ」（編曲）
  - 「制服の羽根」（作曲・編曲）
  - 「風の螺旋」（編曲）
  - 「愛の存在」（編曲）
  - 「愛と悲しみの時差」（作曲・編曲）
  - 「涙は後回し」（編曲）
  - 「初恋のおしべ」（編曲）
  - 「Summer side」（編曲）
  - 「あの頃、好きだった人」（編曲）
  - 「てんとうむChu!を探せ!」（編曲）
  - 「マドンナの選択」（編曲）
  - 「探してあげる」（編曲）
  - 「コピー&ペースト」（編曲）
  - 「ショーは終わらない」（編曲）
  - 「混ざり合うもの」（編曲）
  - 「翼はいらない」（作曲・編曲）
  - 「岸が見える海から」（編曲）
  - 「また あなたのことを考えてた」（編曲）
  - 「気づかれないように…」（作曲・編曲）
  - 「悲しい歌を聴きたくなった」（編曲）
  - 「願いごとの持ち腐れ」（編曲）
  - 「前触れ」（編曲）
  - 「自分たちの恋に限って」（編曲）
  - 「月の仮面」（編曲）
  - 「天国の隠れ家」（編曲）
  - 「君は今までどこにいた?」（編曲）
  - 「新しいチャイム」（編曲）
  - 「“好き”のたね」（編曲）
  - 「夢へのプロセス」（編曲）
  - 「失恋、ありがとう」（編曲）
  - 「愛する人」（編曲）
  - 「Wonderful Love」（編曲）
  - 「パパに言えない夜」（編曲）

- SKE48
  - 「バイクとサイドカー」（作曲・編曲）
  - 「追いかけShadow」（作曲・編曲）
  - 「JYURI-JYURI BABY」（編曲）
  - 「友達のままで」（編曲）
  - 「バナナ革命」（編曲）
  - 「DIRTY」（作曲・編曲）
  - 「前のめり」（編曲）
  - 「長い夢のラビリンス」（編曲）
  - 「2588日」（編曲）
  - 「彼女がいる」（編曲）
  - 「望遠鏡の無い天文台」（編曲）
  - 「愛のために何を捨てる?」（編曲）
  - 「神様は見捨てない」（編曲）

- NMB48
  - 「おNEWの上履き」（編曲）
  - 「君と出会って僕は変わった」（編曲）
  - 「プロムの恋人」（編曲）
  - 「ピーク」（編曲）
  - 「右にしてるリング」（編曲）
  - 「ロマンティックスノー」（編曲）
  - 「どうでもいい人仮面」（編曲）
  - 「夢に色がない理由」（編曲）
  - 「甘噛み姫」（編曲）
  - 「フェリー」（編曲）
  - 「僕はいない」（編曲）
  - 「恋は災難」（編曲）
  - 「自分の色」（編曲）
  - 「2番目のドア」（編曲）
  - 「青春はブラスバンド」（編曲）
  - 「青いレモンの季節」（編曲）
  - 「秘密日記」（編曲）
  - 「スワンボート」（編曲）
  - 「人生は長いんだ」（編曲）

- HKT48
  - 「片思いの唐揚げ」（作曲・編曲）
  - 「制服のバンビ」（作曲）
  - 「天文部の事情」（編曲）
  - 「今 君を想う」（編曲）
  - 「夢見るチームKIV」（編曲）
  - 「図々しさを貸してちょうだい」（編曲）
  - 「空耳ロック」（編曲）
  - 「ぐにゃっと曲がった」（編曲）
  - 「ロマンティック病」（編曲）
  - 「誰より手を振ろう」（編曲）
  - 「あっけない粉雪」（編曲）

- NGT48
  - 「君はどこにいる?」（編曲）
  - 「抱いてやっちゃ桜木町」（編曲）
  - 「蒸発した水分」（編曲）
  - 「どうしようもないこと」（編曲）
  - 「キスをちょうだい」（編曲）

- STU48
  - 「風を待つ」（編曲）
  - 「出航」（編曲）
  - 「海の色を知っているか?」（編曲）
  - 「瀬戸内の妹」（編曲）
  - 「青春各駅停車」（編曲）
  - 「僕はこの海を眺めてる」（編曲）
  - 「後悔なんかあるわけない」（編曲）
  - 「船から降りた僕たちは…」（編曲）

- SDN48
  - 「佐渡へ渡る」（作曲・編曲）

- DiVA
  - 「For tenderness」（編曲）

- ノースリーブス
  - 「錯覚」（作曲）

- Not yet
  - 「素直になりたい」（作曲・編曲）
  - 「海鳴りよ」（編曲）
  - 「Already」（編曲）

- フレンチ・キス
  - 「ロマンス・プライバシー」（作曲・編曲）
  - 「思い出せない花」（作曲・編曲）
  - 「広い世界の中で出逢えたこと」（編曲）

- ラブ・クレッシェンド
  - 「愛してるとか、愛してたとか」（編曲）

- Fortune cherry
  - 「ひまわりのない世界」（編曲）

倉木麻衣
- 「I Like It」（福田貴史と共作曲）
- 「ひとりじゃない」（作曲・編曲）

坂道シリーズ 
- 乃木坂46
  - 「水玉模様」（作曲・編曲）
  - 「バレッタ」（編曲）
  - 「口約束」（編曲）
  - 「サヨナラの意味」（編曲）
  - 「つづく」（作曲・編曲）
  - 「図書室の君へ」（編曲）
  - 「絶望の一秒前」（編曲）

- 欅坂46
  - 「微笑みが悲しい」（編曲）
  - 「再生する細胞」（作曲・編曲）
  - 「月曜日の朝、スカートを切られた」（編曲）
  - 「君をもう探さない」（編曲）
  - 「日が昇るまで」（編曲）

- 日向坂46
  - 「半分の記憶」（編曲）
  - 「最前列へ」（編曲）
  - 「車輪が軋むように君が泣く」（編曲）
  - 「抱きしめてやる」（編曲）
  - 「耳に落ちる涙」（編曲）
  - 「ブルーベリー＆ラズベリー」（編曲）
  - 「見たことない魔物」（編曲）

- 吉本坂46
  - 「君の唇を離さない」（編曲）

J☆Dee'Z
- 「流星のパノラマ」（編曲）

篠崎愛
- 「口の悪い女」（共作詞・共作曲・共編曲）（福田貴史、丸谷マナブと共作）

青春高校3年C組
- 「夕焼けはなぜ、一瞬なのか?」（編曲）
- 「自分のうた」（編曲）

高橋みなみ
- 「あの空」（編曲）

つぼみ大革命
- 「走り出せ希望」（HIDEと共作曲）

トミタ栞
- 「線香花火」（作詞・作曲）
- 「みなとみらい」（作曲）
- 「卒業アルバム」（作詞・作曲）

22/7
- 「やさしい記憶」（編曲）
- 「未来があるから」（編曲）

新妻聖子
- 「自由の鳥になれ風になれ」（編曲）

≠ME
- 「空白の花」（編曲）

僕が見たかった青空
- 「昇降口で会えたら」（編曲）

前田敦子
- 「Flower」（作曲・編曲）
- 「愛しすぎると…」（編曲）
- 「懐かしい初めて」（作曲・編曲）
- 「やさしいサヨナラ」（編曲）

ラストアイドル
- 「バンドワゴン」（編曲）
- 「想像上のフルーツ」（シュークリームロケッツ）（編曲）
- 「好きで好きでしょうがない」（編曲）
- 「愛しか武器がない」（編曲）

RYOCO
- 「Believe」（編曲）
- 「サヨナラ」（編曲）
- 「Cladle」（編曲）

Lutile
- 「あなたの傘の中で」（作曲・編曲）
- 「Sunrise」（作曲・編曲）
- 「月は見ていた」（編曲）

渡辺麻友
- 「出逢いの続き」（編曲）
- 「守ってあげたくなる」（作曲・編曲）

渡辺美優紀
- 「やさしくするよりキスをして」（編曲）

## 劇伴作品
- うーさーのその日暮らし（坂部大介と共同）
- 戦勇。（坂部大介と共同）